# Európai irányelv
Az európai irányelv (angolul directive) olyan közösségi jogi aktus az Európai Unióban, amely az elérendő célok tekintetében kötelezi az érintett tagállamokat, ugyanakkor a cél megvalósításának konkrét formáját, a megfelelő eljárások és eszközök megválasztását, valamint a saját jogrendszerbe való beillesztését átengedi a tagállamoknak. A rendelettel (regulation) szemben, a tagállamok kötelesek nemzeti jogalkotásuk útján az irányelvnek megfelelő nemzeti jogszabályokat megalkotni, mégpedig előírt határidőn (ú.n. átültetési határidőn) belül.
Az irányelv végrehajtása akár új nemzeti jogszabály elfogadásával, akár meglevő jogszabály(ok) módosításával illetve kiegészítésével megvalósítható. Az irányelvek – a rendeletekhez képest – általában kevésbé részletesek, céljuk elsősorban az elvárt szabályozás általános elveit tartalmazzák.